# 274860 Emilylakdawalla
274860 Emilylakdawalla este o planetă minoră (asteroid) din centura de asteroizi. A fost descoperită pe 13 septembrie 2009 la Observatorio del Teide⁠(d) de Matthias Busch⁠(d) și a fost numită după Emily Lakdawalla⁠(d). 
Obiectul prezintă o orbită caracterizată de o semiaxă mare de 2,9775021399375 UAi, o excentricitate de 0,04, o înclinație de 10,2 ° în raport cu ecliptica.